# Magdalena Tirado
Magdalena Tirado de la Flor és escriptora, va néixer a Madrigal de la Vera (Càceres) l'any 1961.

## Biografia
L'any 2005 l'editorial Gens Ediciones publica la seva primera novel·la, Los que lloran solos, amb la qual havia estat finalista del premi de novel·la Juan Pablo Forner. Dos anys més tard, el 2007 publica la seva segona novel·la El corazón de las estatuas, també a la mateixa editorial. 
Combina l'escriptura de novel·la amb l'escriptura de contes i la seva tasca de columnista literària en diversos mitjans, com el diari Escola. Com a escriptora de contes va ser finalista del Premi Mario Vargas Llosa - NH de relats, amb "Lisboa", l'any 2001. 
En l'actualitat és professora del Màster de Narrativa, Relat breu, Novel·la seqüencial, Escriptura autobiogràfica i Escriptura i Gestalt a l'Escola d'Escriptors de Madrid. També imparteix seminaris d'escriptura enfocats al desenvolupament personal. S'ha format en Teràpia gestalt.
És jurat de diferents premis literaris i té relats publicats en diverses antologies.

## Obra publicada

### Novel·les
- Los que lloran solos (Gens Edicions, 2005)
- El corazón de las estatuas (Gens Edicions, 2007)

### Relats
- Lisboa, publicat en l'antologia Nits de relats.
- Calor, publicat en l'antologia "Trentacuentos", de la col·lecció de narrativa Palma de violeta (Casabierta Editorial)

### Columnes literàries
- Seriï Meitats al periòdic Escola.

## Guardons
- 2001: Finalista del Premi Vargas Llosa-NH de relats per "Lisboa"
- 2002: Finalista del Premi Juan Pablo Forner per "Los que lloran solos"